# Bolitoglossa colonnea
Bolitoglossa colonnea är en groddjursart som först beskrevs av Dunn 1924.  Bolitoglossa colonnea ingår i släktet Bolitoglossa och familjen lunglösa salamandrar. IUCN kategoriserar arten globalt som livskraftig. Inga underarter finns listade.